# Sexo, Amor e Traição
Sexo, amor e traição é um filme brasileiro produzido pela Total Filmes em 2004, do gênero comédia, dirigido por Jorge Fernando e com roteiro de Renê Belmonte e Emanuel Jacobina.

## Sinopse
Carlos e Ana vivem no sétimo andar de um edifício localizado no coração do Rio de Janeiro. Ana necessita de mais carinho do que seu marido lhe dá. Inesperadamente, Tomás, um amigo do casal, chega depois de muitos anos de viagem e se hospeda na casa dos dois. Ao mesmo tempo, Andréa e Miguel vivem num edifício em frente, também no sétimo andar. Andréa está cansada da indiferença de seu marido e ressentida porque ele a vê apenas como um objeto a ser exibido. Em uma festa se encontram com Cláudia, o primeiro amor de Miguel, e ela acaba passando a noite no apartamento do casal. Sua presença e a de Tomás vão abalar os relacionamentos.

## Elenco
- Malu Mader .... Ana
- Murilo Benício .... Carlos
- Fábio Assunção .... Tomás
- Alessandra Negrini .... Andréa
- Caco Ciocler .... Miguel
- Heloísa Périssé .... Cláudia
- Marcello Antony .... Nestor
- Betty Faria .... Yara
- Marcelo Barros ....Zeca

## Produção
Foi o primeiro filme que Jorge Fernando dirigiu, após anos apenas na televisão. Inicialmente Daniel Filho seria diretor, mas acabou acabou desistindo por já estar no cargo de produtor. Cláudia Abreu inicialmente interpretaria Cláudia, mas teve que desistir pelas gravações coincidirem com O Caminho das Nuvens e o papel passou para Heloísa Périssé. É livremente inspirado no filme mexicano de Sexo, pudor y lágrimas, de 1999.

## Recepção
Marcelo Hessel em sua crítica para o Omelete disse que "ninguém, em sã consciência, deve esperar muito de Sexo, amor & traição (2003). (...) Diversão descartável é a palavra-de-ordem."